# Senna urmenetae
Senna urmenetae är en ärtväxtart som först beskrevs av Rodolfo Amando Philippi, och fick sitt nu gällande namn av Howard Samuel Irwin och Rupert Charles Barneby. Senna urmenetae ingår i släktet sennor, och familjen ärtväxter. Inga underarter finns listade i Catalogue of Life.